# Zlatko Halilovič
Zlatko Halilovič, slovenski policist in veteran vojne za Slovenijo roj.  * 8. avgust 1959, Trbovlje.
Halilovič je najbolj znan kot bivši poveljnik Specialne enote Ministrstva za notranje zadeve Republike Slovenije (2002-04).

## Življenje
Otroštvo je preživel v Zagorju ob Savi. Po končanju Srednje šole za miličnike kadete je  končal še Višjo šolo za notranje zadeve in Visoko upravno šolo ter nato še opravil magisterij na Fakulteti za državne in evropske študije v Kranju.
Bil je pomočnik komandirja PPM Slovenj Gradec, najmlajši komandir postaje prometne policije v Sloveniji, poveljnik specialne enote, pomočnik generalnega direktorja policije, direktor PU Slovenj Gradec.
Na državnozborskih volitvah leta 2011 je kandidiral na listi SD.

## Odlikovanja in nagrade
Leta 1992 je prejel častni znak svobode Republike Slovenije z naslednjo utemeljitvijo: »za izjemne zasluge pri obrambi svobode in uveljavljanju suverenosti Republike Slovenije«.
Prejel je tudi: znak "MSNZ" 1990, red generala Maistra III. stopnje z meči, znak "Hrabro dejanje",  bojni znak Holmec, znak "Za Slovenijo", znak "Stražnice 91", Zlati znak osamosvojitve, spominsko medaljo, zlati znak Združenja Sever, plaketo Združenja Sever, Red ZVVS II. stopnje, srebrno plaketo ZVVS, znak "MSNZ" ob 15. letnici MSNZ,  bronast, srebrni in zlati znak zasluge za varnost,  veliki ščit policije z bronasto zvezdo (2009),  srebrni in zlati znak IPA, zlati znak PVD Sever za Koroško, bronasto plaketo PVD Sever za Koroško, itd. ...